# نقره‌ای
نُقره‌ای یا سیمین گونهٔ متالیک رنگ خاکستری است.
این رنگ شباهت زیادی به سطح صیقل‌خورده نقره دارد.
رنگ نقره‌ای دارای جلای متالیک است و این اثر را نمی‌شود با یک رنگ ساده صاف ایجاد کرد.
رنگ نقره‌ای رنگ سنتی استفاده‌شده در خودروهای مسابقه‌ای خودروسازان آلمانی است.